# John Smith (botaniste)
Pour les articles homonymes, voir John Smith et Smith.
John Smith est un botaniste et horticulteur britannique, né en 1798 et décédé en 1888
De 1818 à 1822, il travaille au jardin botanique royal d'Édimbourg. Il entre, en 1822, au jardin botanique royal de Kew comme cuisinier et en devient curateur de 1841 à 1864. Durant cette période, l'ayant trouvé presque à l'état d'abandon, il le rétablit et l'enrichit. Par ailleurs, c'est lui, dès sa nomination au poste de curateur, qui assure le logis et un salaire à William Jackson Hooker, un des plus brillants directeurs de Kew.
Il s'est spécialisé dans les fougères et a particulièrement enrichi les collections de Kew en nombreuses espèces de celles-ci.

## Quelques publications
- Catalogue of Ferns in the Royal Gardens at Kew. Londres : H.M.S.O., 1856.
- Cultivated Ferns: Or a Catalogue of Exotic and indigenous Ferns Cultivated in British Gardens, with Characters of General Principal, Synonyms, etc. - Londres : William Pamplin, 1857.
- Ferns: British and Foreign, Their History, Geography, Classification and Enumeration of the Species of Garden Ferns with a Treatise on Their Cultivation, etc. - Londres : Robert Hardwicke, 1866. Disponible en téléchargement.
- Historia Filicum : an exposition of the nature, number and organography of ferns, and review of the principles upon which genera are founded, and the systems of classification of the principal authors, with a new general arrangement; characters of the genera ; remarks on their relationship to one another ; their species ; reference to authors ; geographical distribution ; etc., etc. - Londres : MacMillan & Co., 1875 Disponible en téléchargement.